# Малеїнова кислота
Малеї́нова кислота́, цис-2-буте́ндіо́ва кислота́ — двоосновна ненасичена карбонова кислота. Разом зі своїм транс-ізомером, фумаровою кислотою, малеїнова є найпростішим представником цього ряду сполук.

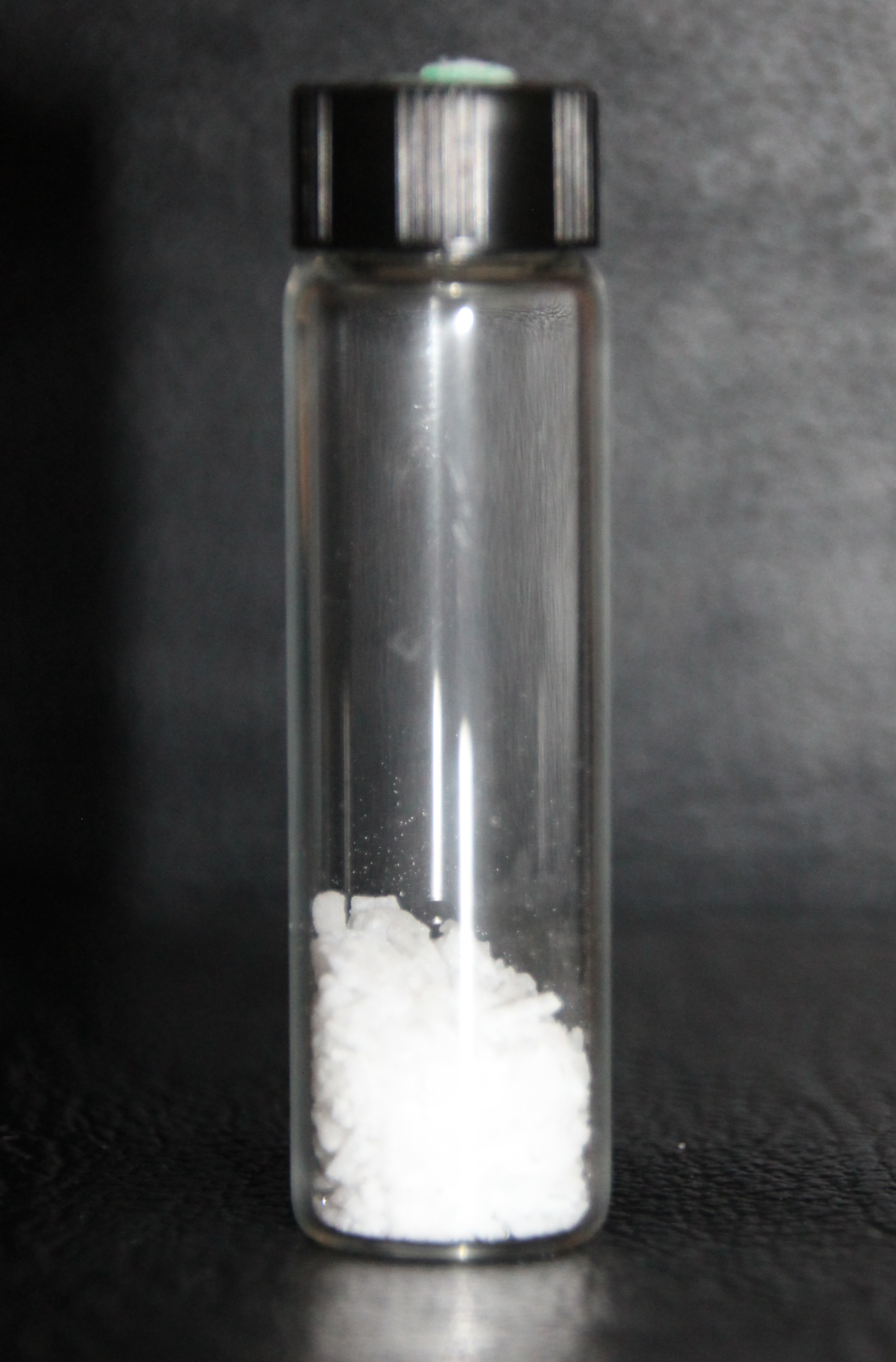
Зразок малеїнової кислоти

За звичайних умов речовина є білою порошкоподібною речовиною. Вона має добру розчинність у воді, що дозволяє проводити розділення її суміші із фумаровою кислотою шляхом кристалізації.

## Отримання
Основним способом синтезу кислоти є взаємодія малеїнового ангідриду, отриманого окисненням бензену, із невеликою кількістю води:
Окрім цього типовим способом отримання малеїнової кислоти (а також і фумарової) є дегідратація яблучної кислоти за нагрівання:

## Хімічні властивості
При нагріванні із сильними осушниками (оцтовим ангідридом, фосфорним ангідридом) кислота втрачає воду й утворює малеїновий ангідрид.
За тривалого нагрівання до 150 °C або при ультрафіолетовому опромінюванні відбувається ізомеризація:
На прикладі цієї реакції Йоганнес Вісліценус у 1877 році відкрив передбачену Вант-Гоффом цис-транс-ізомерію для сполук із подвійним зв'язком.
Подвійний зв'язок у сполуці легко відновлюється при дії амальгами натрію із утворенням відповідної насиченої бурштинової кислоти.
Малеїнова кислота є двоосновною: константа кислотної дисоціації за першим ступенем становить 1,92 і 6,23 для другого ступеня.